# Destroyer (videogioco 1980)
Destroyer è un videogioco arcade di genere sparatutto a schermata fissa, sviluppato da EFOSA (Electrónica Funcional Operativa S.A.) e pubblicato da Cidelsa nel 1980.

## Modalità di gioco
Destroyer è composto da sei livelli e il suo gameplay mischia Galaxian e Phoenix. Un'astronave da combattimento si muove a destra e a sinistra nella parte inferiore dello schermo (eccetto nel quinto livello, ove i suoi movimenti bidirezionali sono quasi al centro dello schermo), e spara un solo colpo per volta. Scopo per il giocatore bersagliare a flotte di UFO per guadagnare punti; nei primi quattro livelli appaiono in alto per poi scendere piano piano, mentre nel quinto scendono e salgono velocemente. Una vita viene perduta se egli andrà in collisione con una navicella nemica o si fa colpire dalle sue pallottole. Il sesto e ultimo livello di gioco è una battaglia contro un boss, la testa di un goblin verde, il quale non spara come le classiche navicelle madri ma compie spostamenti irregolari per tutto lo schermo. Il giocatore, una volta averlo sconfitto ripete la sessione a una difficoltà sempre crescente.

## Sviluppo e accoglienza
Destroyer è considerato il primo vero videogioco di realizzazione spagnola. Ideatore, ingegnerizzatore e programmatore è Fernando "Ferran" Yago, il quale dichiarò in una recente intervista di avere concepito il titolo vedendo sia Space Invaders che Galaxian, e che il suo processo di lavorazione è durato circa un anno.
Yago constatò che Destroyer ottenne in madrepatria un grande successo con più o meno di 4000 cabinati venduti.

## Eredità
Il sequel spirituale di Destroyer è Altair del 1981, prodotto sempre da EFOSA e pubblicato da Cidelsa. Il gameplay è pressoché identico, ma l'astronave può ora muoversi verticalmente e sparare verso il basso. Ebbe anche un diretto seguito, Altair II.